# Prothema variicornis
Prothema variicornis là một loài bọ cánh cứng trong họ Cerambycidae.